# Comuna Hobultova, Volodîmîr-Volînskîi
Hobultova (în ucraineană Хобултова) este o comună în raionul Volodîmîr-Volînskîi, regiunea Volînia, Ucraina, formată din satele Hobultova (reședința), Mîkulîci și Pidhaiți.

## Demografie
Componența lingvistică a satului Hobultova
     Ucraineană (99,63%)
     Alte limbi (0,37%)
Conform recensământului din 2001, majoritatea populației satului Hobultova era vorbitoare de ucraineană (99,63%), existând în minoritate și vorbitori de alte limbi.